# Lago Bannalpsee
O Lago Bannalpsee é um lago artificial próximo localizado em Nidwalden, Suíça. Este lago tem uma superfície de 16 ha. A construção da barragem que deu origem ao lago foi decidida em 1934 e concluída em 1937 e é operada pela Elektrizitätswerk Nidwalden.